# ホンダ・CB900F
CB900F（シービーきゅうひゃくエフ）は本田技研工業が製造販売したロードスポーツモデルCBシリーズに属する排気量900㏄クラスで4ストローク4バルブDOHC4気筒エンジンを搭載するオートバイにあてられた車名であり、下で解説する2車種が該当する。

## SC01型・SC09型
1978年 - 1984年にヨーロッパ・北米向け輸出専売モデルとして製造されたモデル。排気量901.8㏄の空冷エンジンを搭載する。なお型式名は1981年モデルまでがSC01。1982年モデル以降がSC09である。
SC01
エンジンの型式　SC01

## SC48型
2001年 - 2007年に製造された排気量918㏄の水冷エンジンを搭載するモデル。1996年から販売されたホーネットシリーズの最上級モデルであり、日本国内向けはCB900 Hornet、ヨーロッパ向けはCB900F Hornetの車名が使用されたが、北米向けがCB900Fとされた。